# NAVER
NAVER（韓語：네이버）是韩国著名入口／搜索引擎网站，它使用獨有的搜尋引擎，並且在韓文搜尋服務中獨佔鰲頭。除了搜尋之外也提供入口網站的許多服務，例如新聞、電子信箱、電子地圖服務（含街景地圖）等。在Alexa排名上是韓國國內第一大的入口網站。
据ComScore统计，Naver在2007年8月收到二十亿次搜索，占70％以上的韩国搜索查询，它是世界上排名第十五的网民最常用的搜索引擎，超过25万韩国人选择Naver作为浏览器起始页。
Naver的V Live是網路直播和網路頻道，除了讓藝人直播私下生活，也可以讓他們製作預錄節目。
2023年5月，中国大陆访问Naver出现困难。自2018年10月起，在中国大陆无法打开NAVER论坛和博客，但一直可利用检索和邮箱服务。

## 历史
- 1999年6月：Naver搜索引擎正式启动。
- 2003年10日：開啟部落格服務。
- 2005年4月：直接搜尋服務（Direct Search Service）啟動。
- 2011年6月：推出跨平台手機通訊軟體「LINE」。
- 2012年10月：推出N Drive，該服務於2013年11月終止服務。[5]
- 2014年1月：以新台幣5.29億收購WhosCall來電辨識與封鎖App，正式改名為「LINE WhosCall」。
- 2015年2月：Naver的使用量增长。
- 2019年2月：Naver重組了其行動版本的主畫面，但仍有3,000多條反對此變更的評論。[6]
- 2020年3月：2019年，歌手雪莉受到大量惡意評論後因憂鬱症輕生，讓Naver推出了新的評論限制，以保護名人免受匿名線上觀眾的惡意評論，也用臉部表情符號取代了評論框。[7]
- 2020年10月：Naver因在2012年至2015年期間操縱其演算法，使其只對Smart Store和Naver TV等服務有利，韓國公正交易委員會對Naver處以267億韓元的罰款。[8][9] Naver在公開市場的市占率從2015年的4.97%增加到2018年的21.08%，搶占了競爭對手的市占率。[10][11]
- 2021年5月：Naver收購Wattpad，一個線上圖書服務。[12]
- 2022年4月：Naver與Kakao競爭日本網路小說和網路漫畫市場的第一名。